# Горица (Барбан)
Горица (хрв. Gorica, итал. Gorizza) је некадашње насељено место у општини Барбан, Истарска жупанија, Хрватска.

## Историја
До територијалне реорганизације у Хрватској била је у саставу старе општине Пула. У попису становништва 2011. године насеље је укинуто и заједно са насељима Балићи II дио, Цвитићи, Долица, Меданчићи и Варош улази у састав новоформираног насеља Сутиванац.

## Становништво
| Број становника према пописима | Број становника према пописима | Број становника према пописима | Број становника према пописима | Број становника према пописима | Број становника према пописима | Број становника према пописима | Број становника према пописима | Број становника према пописима | Број становника према пописима | Број становника према пописима | Број становника према пописима | Број становника према пописима | Број становника према пописима | Број становника према пописима |
| ------------------------------ | ------------------------------ | ------------------------------ | ------------------------------ | ------------------------------ | ------------------------------ | ------------------------------ | ------------------------------ | ------------------------------ | ------------------------------ | ------------------------------ | ------------------------------ | ------------------------------ | ------------------------------ | ------------------------------ |
| 1857                           | 1869                           | 1880                           | 1890                           | 1900                           | 1910                           | 1921                           | 1931                           | 1948                           | 1953                           | 1961                           | 1971                           | 1981                           | 1991                           | 2001                           |
| 0                              | 0                              | 95                             | 93                             | 88                             | 128                            | 0                              | 0                              | 114                            | 112                            | 117                            | 113                            | 110                            | 114                            | 120                            |

Напомена: Године 1857, 1869, 1921. и 1931. подаци су садржани у насељу Цвитићи.